# Lauri Mannila
Lauri Mannila (* 12. Juni 1998) ist ein finnischer Skilangläufer.

## Werdegang
Mannila, der für den Taivalkosken Metsä-Veikot 85 startet, trat im Dezember 2015 in Vuokatti erstmals im Scandinavian-Cup an, wo er den 128. Platz über 15 km Freistil und den 76. Rang im Sprint belegte. Bei den Olympischen Jugend-Winterspielen 2016 in Lillehammer gewann er die Bronzemedaille im Cross. Zudem wurde er dort Zwölfter über 10 km Freistil und Fünfter im Sprint. In der Saison 2017/18 gab er in Lahti sein Debüt im Skilanglauf-Weltcup, wo er den 55. Platz im Sprint belegte. Er lief bei den Junioren-Skiweltmeisterschaften 2018 in Goms auf den 79. Platz über 10 km klassisch, auf den 28. Rang im Sprint und auf den 12. Platz mit der Staffel. Bei den U23-Skiweltmeisterschaften 2020 in Oberwiesenthal kam er auf den 47. Platz über 15 km klassisch und auf den 38. Rang im Sprint und bei den U23-Skiweltmeisterschaften 2021 in Vuokatti auf den vierten Platz im Sprint. Zu Beginn der Saison 2021/22 holte er in Ruka mit dem 15. Platz im Sprint seine ersten Weltcuppunkte.